# 로스 스토어스
로스 스토어스(영어: Ross Stores)는 미국의 의류 할인점이다. 캘리포니아주 더블린에 본사를 두고 있으며, 로스 드레스 포 레스(Ross Dress for Less)라는 이름으로 점포를 운영중이다.

## 같이 보기
- 월마트
- 타깃 코퍼레이션